# Triethyloxoniumtetrafluorborat
Triethyloxoniumtetrafluorborat ist eine chemische Verbindung aus der Gruppe der Meerwein-Salze.

## Darstellung
Triethyloxoniumtetrafluorborat kann durch Reaktion von Bortrifluoriddiethyletherat mit Epichlorhydrin gewonnen werden.

## Eigenschaften
Triethyloxoniumtetrafluorborat ist ein weißer Feststoff. Er kommt entweder als Lösung in Dichlormethan oder stabilisiert mit 1 bis 5 % Diethylether in den Handel.

## Verwendung
Triethyloxoniumtetrafluorborat ist ein leistungsfähiges Ethylierungsmittel. Es kann auch zur Veresterung von Säuren und zur Modifikation Carboxyl-Resten in Proteinen verwendet werden.